# Hyles euphorbiae

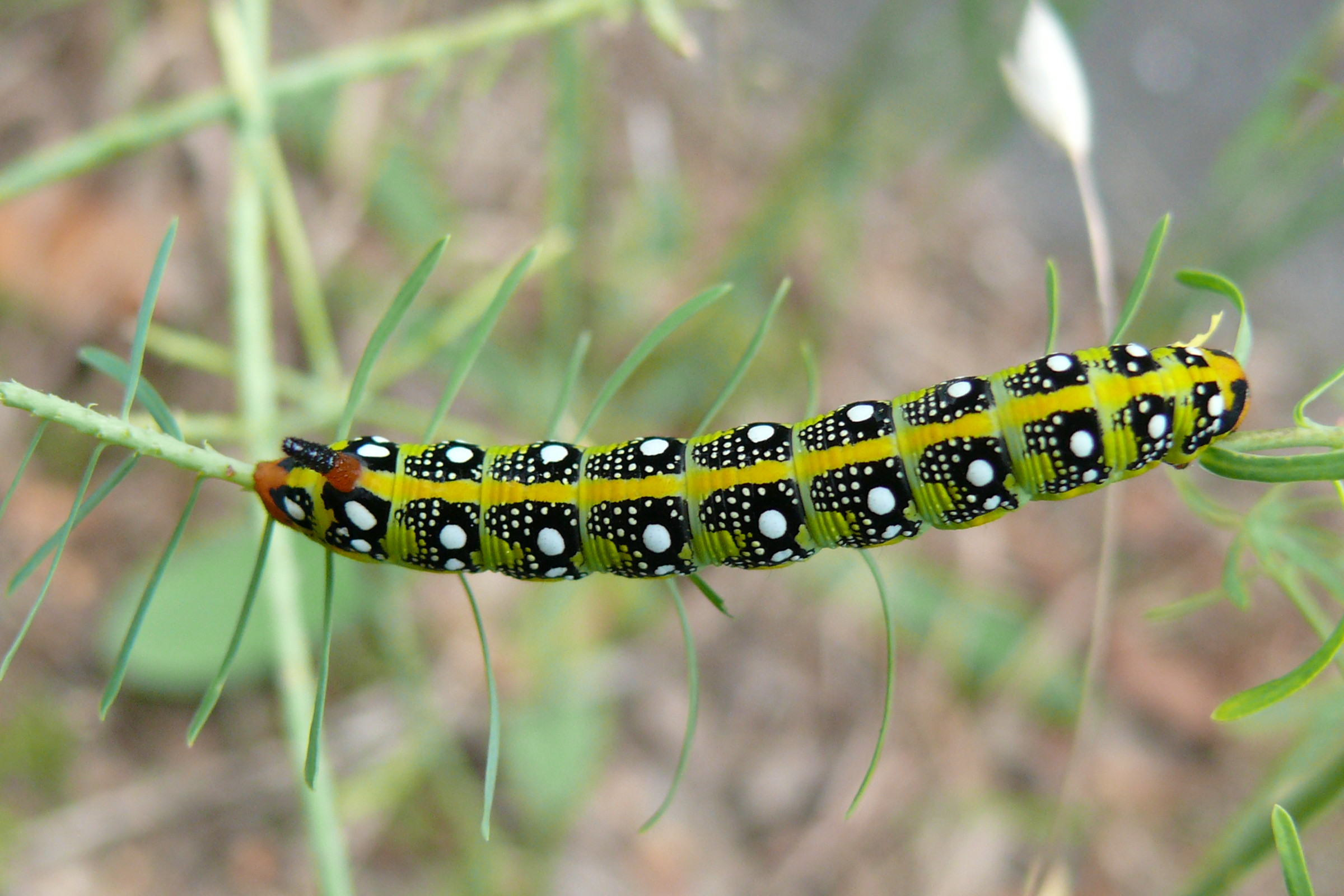
Oruga.

La esfinge de la lechetrezna (Hyles euphorbiae) es una especie de lepidóptero ditrisio de la familia Sphingidae.

## Características
Especie de esfíngido parecida a Hyles gallii, con alas anteriores de 35 a 37 mm de longitud, presenta unas grandes manchas de color aceituna sobre el fondo claro de las alas anteriores, también se diferencianen las alas posteriores presentando esta esfinge, una amplia banda roja.

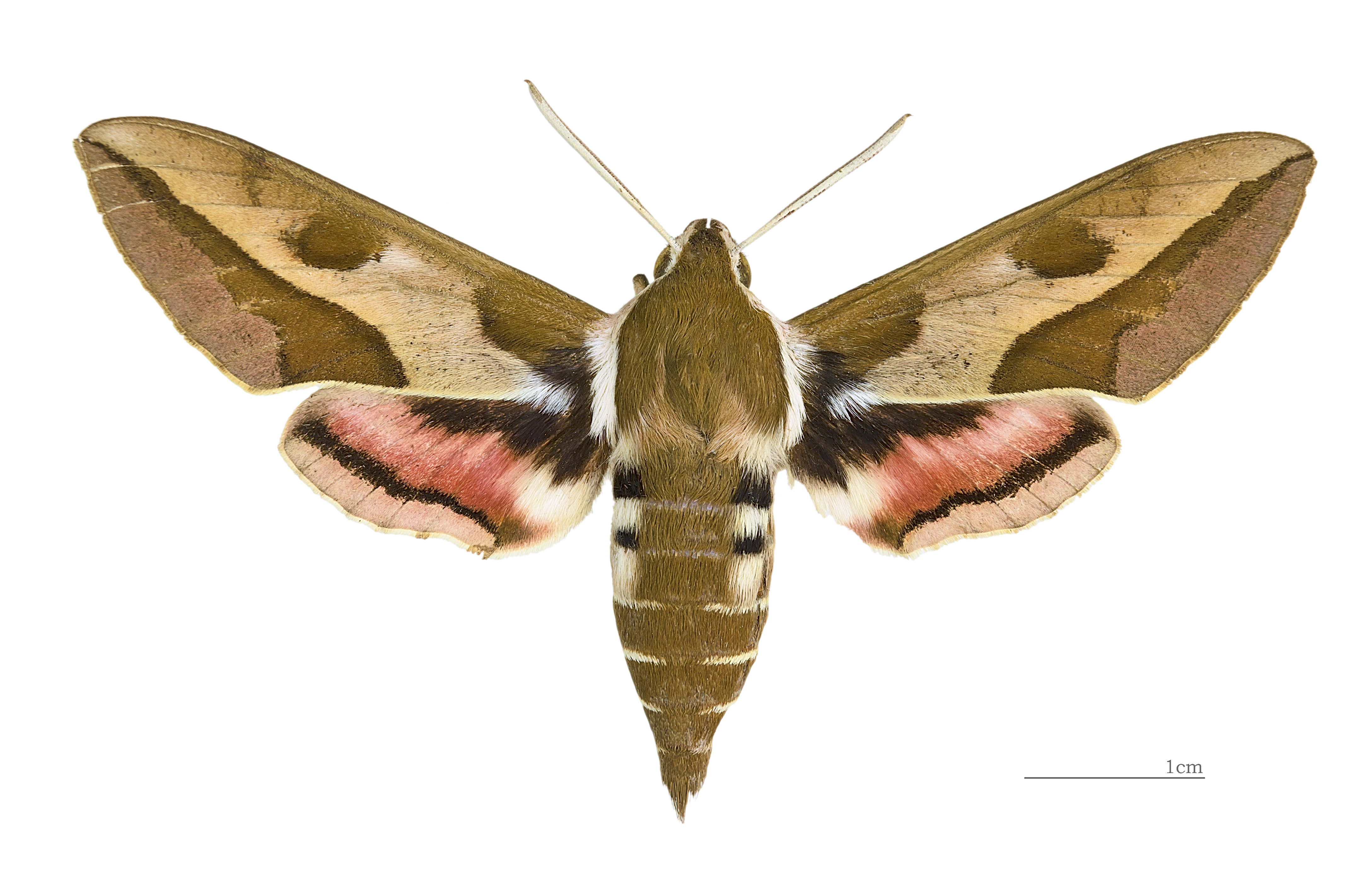
Esfinge de la lechetrezna♂
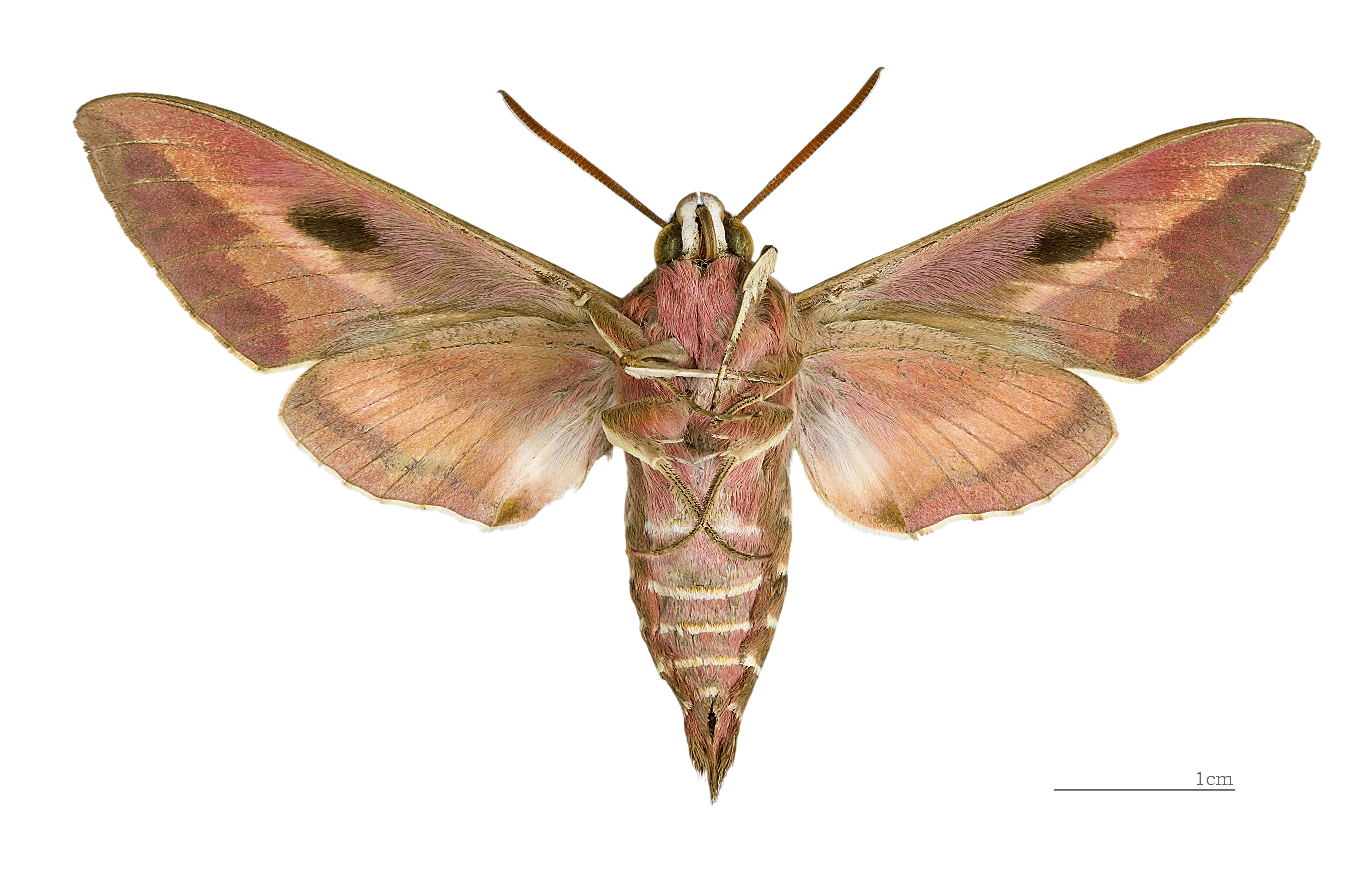
Esfinge de la lechetrezna♂△
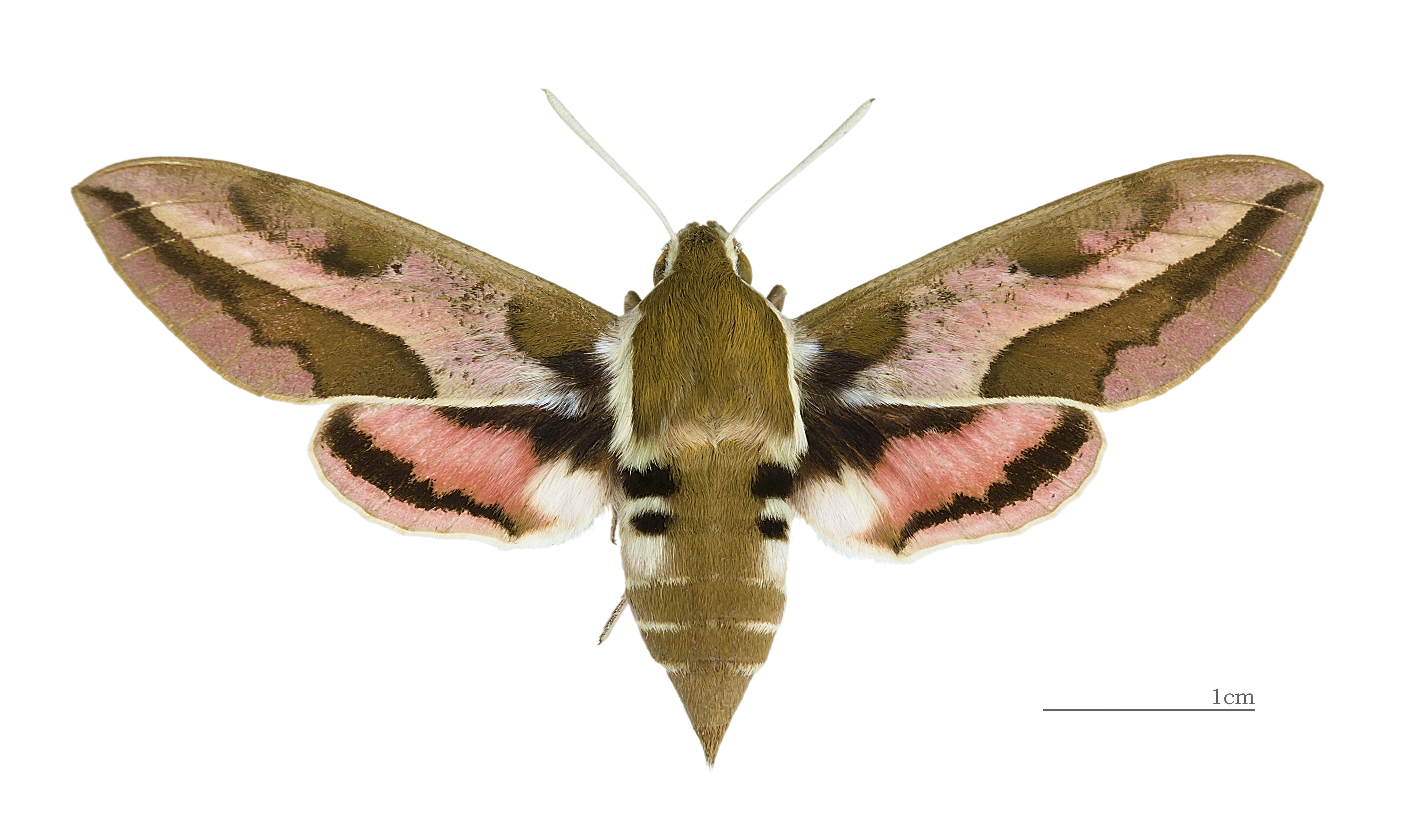
Esfinge de la lechetrezna♀
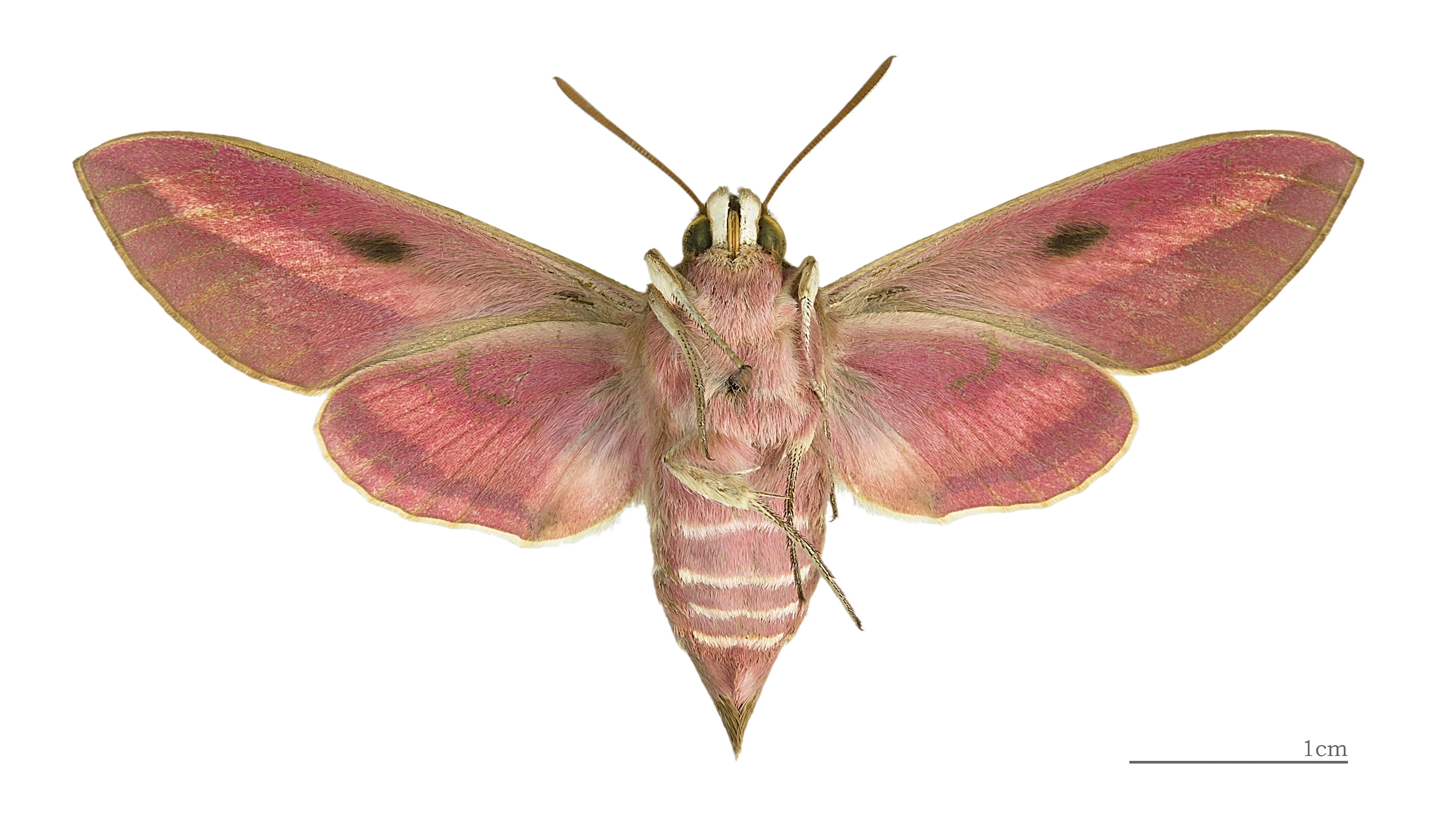
Esfinge de la lechetrezna♀△

## Distribución y hábitat
Es una especie propia de la región mediterránea. Cada año migran hacia el norte cruzando los Alpes. En la región mediterránea son sedentarias; en la península ibérica se la encuentra desde el nivel del mar hasta los 2000 m s. n. m., en España es uno de los esfíngidos más comunes, aunque antes era más abundante.
Se localizan particularmente allí donde crecen lechetreznas, (como Euphorbia cyparissias), en zonas ruderales, baldíos, en pendientes soleadas.
Ha sido introducida intencionalmente en Norteamérica en 1966 para combatir la especie introducida e invasora, Euphorbia esula.

## Fase larvaria
La oruga se desarrolla durante todo el verano, e incluso, a comienzos de otoño, alimentándose de diferentes especies de lechetreznas, son invernantes.
La primera generación vuela a finales de la primavera, después de haber pasado el invierno, la segunda generación durante todo el verano. Vuelan durante el crepúsculo y hasta bien entrada la noche.